# Unitat Egoz
La Unitat 621, també coneguda com Xayyétet Egoz[1] (hebreu: יחידת אגוז, Yehidat Egoz‎), és una unitat d'elit de les Forces de Defensa d'Israel (FDI) especialitzada en la guerra de guerrilles, el reconeixement especial i l'acció directa militar. Forma part de la 89a Brigada del Comandament Central de les FDI (coneguda comunament com a Brigada de Comandos).
Abans de l'any 2000, Egoz va operar principalment al Líban, lluitant contra Hezbol·là. Després de la retirada d'Israel del sud del Líban, la unitat va canviar el focus de les seves operacions cap a Cisjordània i la Franja de Gaza.

## Servei a Egoz

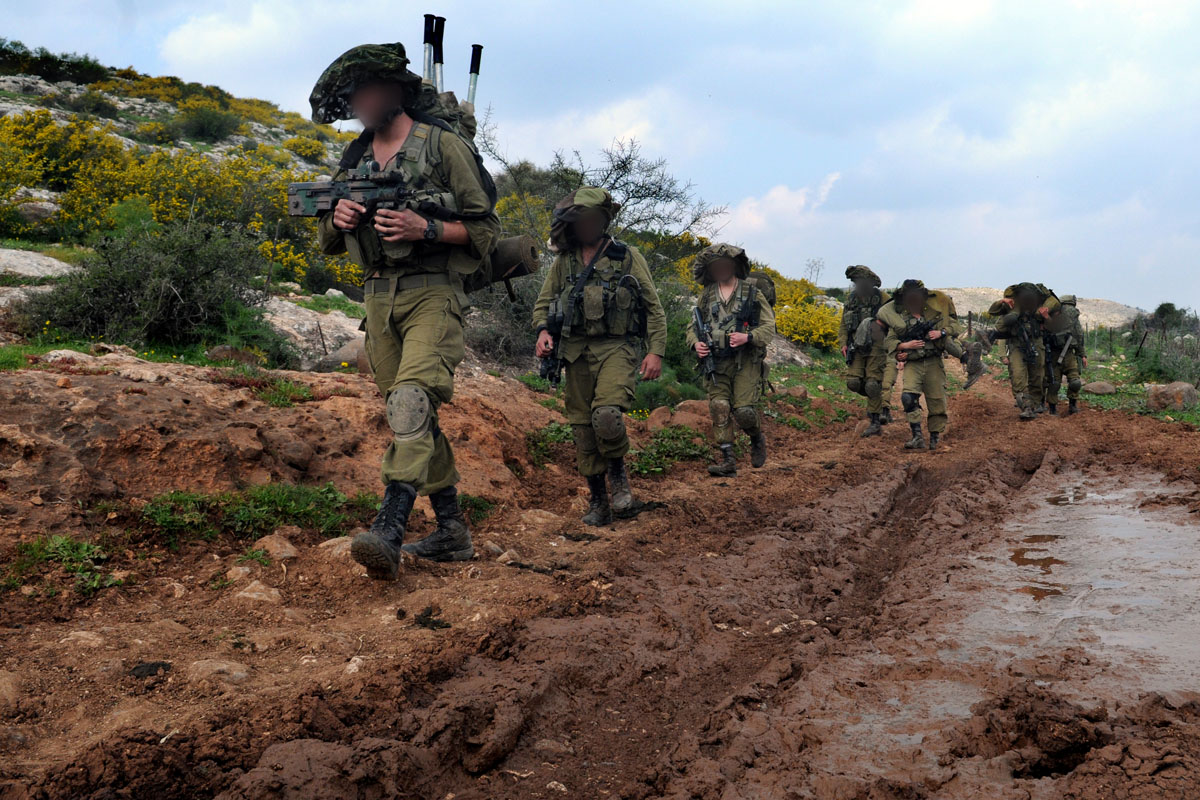
La Unitat Egoz fent proves.

Els reclutes d'Egoz se sotmeten a un entrenament bàsic i avançat d'infanteria amb la Brigada Golani. Aleshores, els reclutes de la unitat comencen un intens programa d'entrenament de 16 mesos per convertir-se en operadors de les forces especials d'Egoz. En un dels règims d'entrenament més rigorosos i exigents físicament de les Forces de Defensa d'Israel, Egoz prepara els seus soldats per a operacions en múltiples entorns a Israel i els territoris palestins i propers, com ara Cisjordània i la Franja de Gaza, o darrere. de les línies enemigues al Líban i Síria.
Egoz és una unitat flexible i altament entrenada que s'encarrega de múltiples missions que inclouen la guerra irregular, el reconeixement especial, l'acció directa, la lluita contra el terrorisme i les operacions especials conjuntes. Les missions Egoz s'executen en petits equips i estan altament classificades. Les FDI no revela informació sobre la unitat ni de les operacions en què participa.

## Història

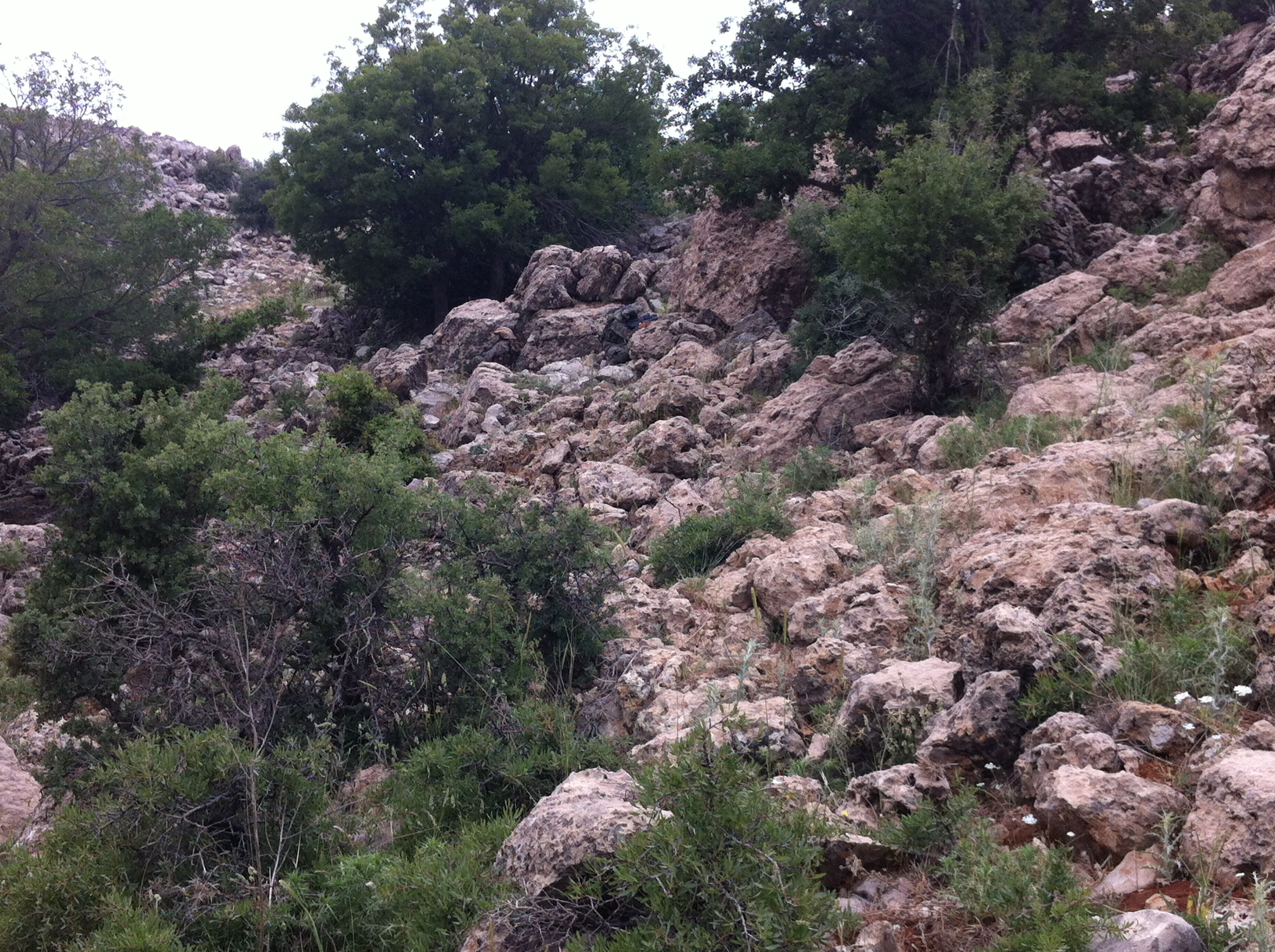
Soldats d'Egoz camuflats als Alts del Golan.

La unitat Egoz va rebre el nom de la unitat de reconeixement de les forces especials de 1956 coneguda com (Sayeret) Egoz. Després d'un incident de foc amic, la Xayyétet Egoz va ser dissolta, per després tornar a ser restaurada el 1964, quan va continuar operant sota el Comandament del Nord. El 1974 es va dissoldre una vegada més a causa de l'escassetat de personal després de la guerra de Yom Kippur.

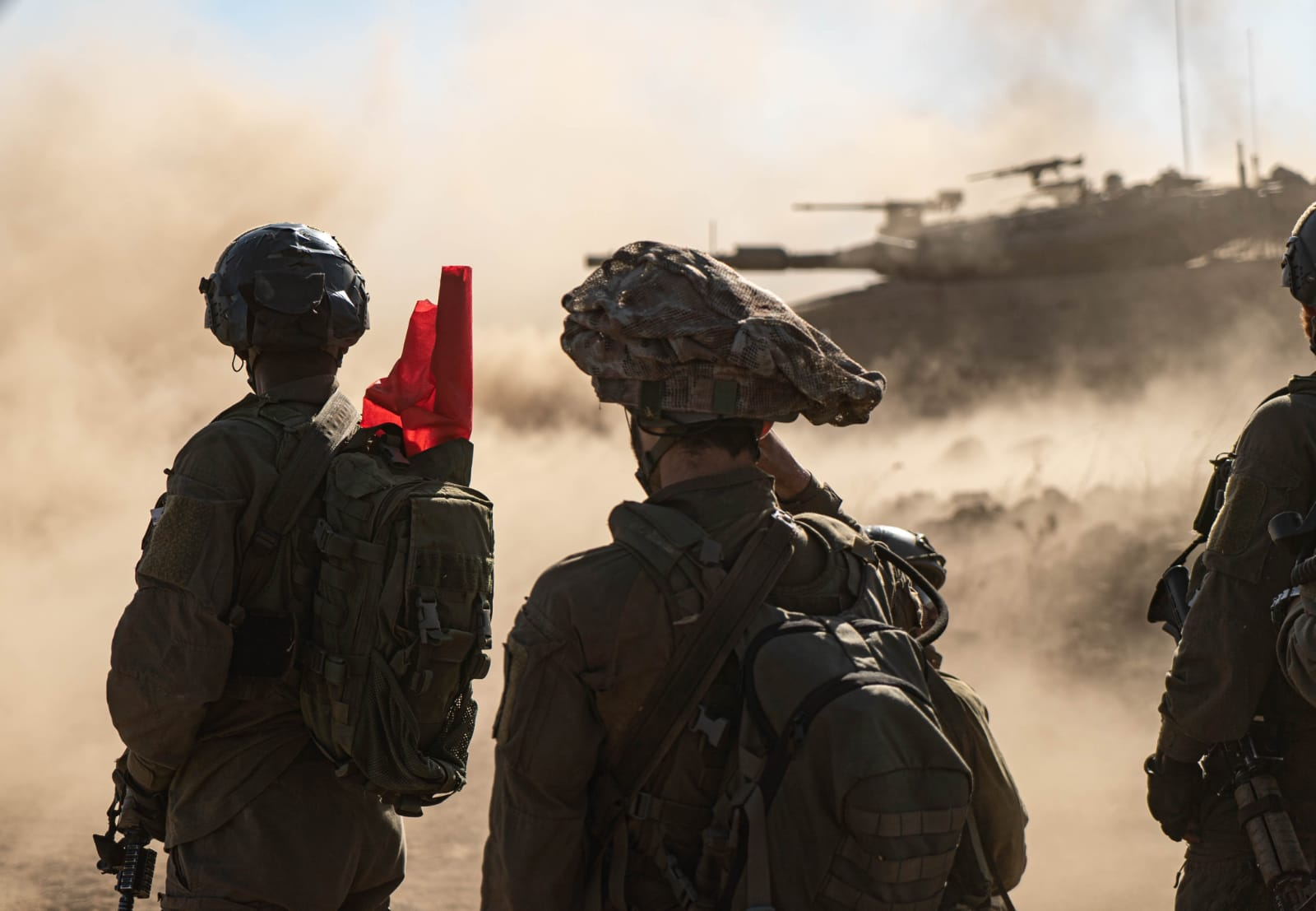
Soldats d'Egoz el setembre de 2020.

Fundada com a unitat de contraguerrillera de les forces especials el 1995 per contrarestar les operacions d'Hezbol·là al sud del Líban, Egoz estava inicialment formada per un escamot del 5135è Batalló de Reconeixement del Paracaigudista. El primer comandant de la unitat va ser Erez Zuckerman, que va passar gran part de la seva carrera militar com a soldat i oficial a la unitat de comandament naval israelià coneguda com Xayyétet 13. Com a resultat, gran part de la disciplina i les tàctiques provenen del Xayyétet 13, els fonaments sobre els quals es va construir la unitat. Zuckerman va dirigir la unitat en una sèrie d'operacions contra-guerrilleres al sud del Líban que van provocar la mort d'un gran nombre d'agents de Hezbol·là. El setembre de 1996 Zuckerman va comandar una força de la unitat en una operació a la muntanya de Sujud. El comando va trobar i va matar a tres miliciants d'Hezbollah, mentre que dos soldats d'Eoz van morir i diversos van resultar ferits. A la unitat se li atribueix la mort de setze guerrillers el 1996.
A la guerra del Líban de 2006, cinc agents d'Egoz van morir i sis van resultar ferits a la batalla de Marun al-Ras, després de l'impacte directe d'un míssil antitanc AT-3 Sagger. Es calcula que 13 membres de Hezbol·là van ser assassinats.
A l'Operació Marge Protector, tres membres de la unitat Egoz van ser assassinats durant les operacions de la unitat a la Franja de Gaza. El 21 de juliol de 2014, al barri de Xuja'iyya de la ciutat de Gaza, les forces d'Egoz es van enfrontar i van neutralitzar deu militants de Hamàs, inclòs un que va fer detonar una armilla suïcida.
El 9 d'octubre de 2023, la unitat Egoz va operar al sector fronterer libanès després d'una trobada amb miliciants de Hezbol·là. Després d'un intercanvi de foc, un combatent de la companyia de reserva de la unitat, el major general Gilad Molcho, va morir. El 13 de novembre de 2023, durant la maniobra terrestre de les forces de les FDI a la Franja de Gaza, la unitat va dur a terme batalles al nord de la Franja, durant les quals va morir un soldat de la unitat, el sergent Itai Xokham.